# Louis-Hugues Vincent
Louis-Hugues Vincent (* 31. August 1872 in Vernioz; † 30. Dezember 1960 in Jerusalem) war ein französischer Dominikaner und Biblischer Archäologe. Er leistete einen bedeutenden Beitrag zur Archäologie Israels/Palästinas.

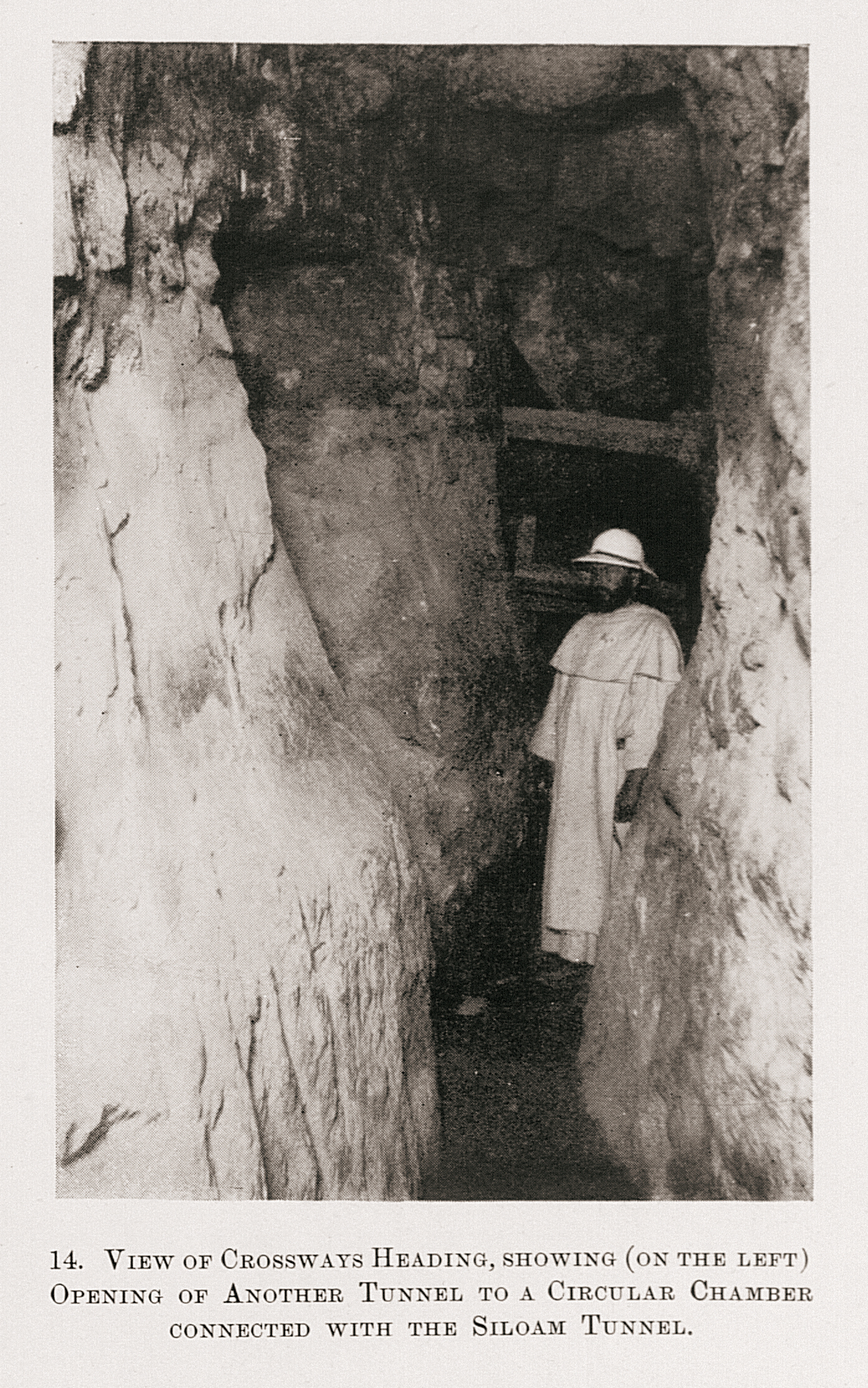
Während der Parker-Expedition, um 1910 (Foto: Underground Jerusalem)

## Leben
Geboren in dem Dorf Saint-Alban-de-Varèze, Gemeinde Vernioz, trat Vincent 1889 dem Dominikanerorden bei und wurde nach seinem Noviziat 1891, im Jahr seiner Priesterweihe, in den Konvent St. Étienne in Jerusalem entsandt. Dort lebte er für den Rest seines Lebens, abgesehen von längeren Aufenthalten in Frankreich während der Weltkriege.
An der kurz zuvor von Marie-Joseph Lagrange gegründeten École Biblique studierte und lehrte Vincent Archäologie. Mit eigenen Beiträgen trat er ab 1907 hervor. Er war dafür bekannt, dass er alle laufenden Ausgrabungen in Palästina besuchte. Durch den Aufbau einer Keramiksammlung wurde er zum Experten auf diesem Gebiet, auf dessen Vorarbeit zum Beispiel William Foxwell Albright aufbauen konnte.
Gemeinsam mit dem an Schatzgräberei interessierten Montagu Parker, 5. Earl of Morley, der die Bundeslade finden wollte, führte Vincent von 1909 bis 1911 Grabungen im Bereich der Gihonquelle durch, wobei Vincent eine exakte Dokumentation der Arbeiten durchführte, zum Beispiel eine Vermessung des Hiskija-Tunnels.
Vincent veröffentlichte zahlreiche Artikel in der Revue Biblique, deren Chefredakteur er von 1931 bis 1938 war.
Sein Grab befindet sich auf dem Friedhof des Dominikanerkonvents nördlich der Altstadt von Jerusalem.

## Werke (Auswahl)
- Canaan d’après l’exploration récente. Paris 1907.
- Underground Jerusalem: Discoveries on the Hill of Ophel (Jérusalem sous terre. Les récentes fouilles d’Ophel). London 1911.
- (mit Félix Marie Abel:) Bethléem, le sanctuaire de la nativité. University of Toronto 1914.
- Jérusalem, recherches de topographie, d’archéologie et d’histoire. Paris 1912–1926. (archive.org)
- Céramique de la Palestine. Paris 1923.
- Hébron, le Haram el-Khalîl. Paris 1923.
- Sainte-Anne et les sanctuaires hors de la ville, histoire monumentale de la Jérusalem nouvelle. Paris 1926.
- (mit Félix Marie Abel:) Emmaüs, sa basilique et son histoire. Paris 1932.
- (mit Marie-Joseph Stève:) Jérusalem de l’Ancien Testament, 1954.